# Hirogaru Sky! Pretty Cure
Hirogaru Sky! Pretty Cure (ひろがるスカイ！プリキュア?, Hirogaru Sukai! Purikyua, Hirogaru Sky! Precure) è la ventesima serie anime del franchise di Pretty Cure, creata da Izumi Tōdō e prodotta dalla Toei Animation. Trasmessa in Giappone su TV Asahi dal 5 febbraio 2023 al 28 gennaio 2024, in Italia è inedita.
Hirogaru Sky! Pretty Cure è preceduta da Delicious Party ♡ Pretty Cure e seguita da Wonderful Pretty Cure!.

## Trama
Nella località di Sky Land si verifica un incidente e la neonata principessa Ellee viene per un soffio rapita dall'Impero Underg. Sora Harewataru, una ragazza coraggiosa del posto, segue la principessa e viene condotta sulla Terra, giungendo nella città di Sorashido. Per riportare la piccola nel suo regno il prima possibile, Sora si trasforma in una Pretty Cure, Cure Sky. A lei nell'avventura si affiancano la premurosa Mashiro Nijigaoka (Cure Prism) e, successivamente, anche il Puni Bird-ragazzo Tsubasa Yuunagi (Cure Wing) e l'esuberante aspirante insegnante d'asilo Ageha Hijiri (Cure Butterfly). Dopo del tempo, diventa una di loro e si unisce la stessa Ellee (Cure Majesty) alla lotta contro l'Impero Underg.

## Personaggi

### Pretty Cure
Sora Harewataru (ソラ・ハレワタール?, Sora Harewatāru) / Cure Sky (キュアスカイ?, Kyua Sukai)
Doppiata da: Akira Sekine (ed. giapponese)
Nata il 20 settembre, proveniente da Sky Land e dall'eccezionale fisico atletico, ha 14 anni. Per diventare un eroe come Shalala, che molto tempo prima le ha salvato la vita, si allena duramente ogni giorno e tiene nota dei suoi progressi su di una piccola agenda che, distrutta da Kabaton, le verrà regalata nuovamente da Mashiro. Assieme ad Ellee si trasferisce a casa di Mashiro presso la città di Sorashido e rimane particolarmente impressionata dalla tecnologia terrestre. Poiché ha un fratello minore, Red, conosce molte cose sulla cura dei neonati. Da piccola non aveva amici, in quanto preferiva allenarsi per diventare un eroe, e per questo ha molto a cuore il suo legame con Mashiro arrivando quasi a voler combattere da sola pur di proteggere l'amica. Dopo del tempo comincia a frequentare la stessa scuola media di Mashiro fingendo di essere una studentessa trasferitosi dalla Scandinavia. Tornata a Sky Land riesce ad arruolarsi nella Squadra di Scorta Blu capitanata da Shalala facendo avverare il suo desiderio prima che precipitasse sulla Terra per salvare Ellee. Durante la battaglia finale contro Darkhead, per poter salvare Cure Prism, assume in sé il potere dell'Energia Underg trasformandosi in Black Sky (ブラックスカイ?, Burakku Sukai) ma, grazie al potere dell'amica, ne verrà purificata. La frase che ripete spesso è "È il turno dell'eroe!" (「ヒーローの出番です！」?, "Hīrō no deban desu!"). Si trasforma in Cure Sky, la Pretty Cure del Cielo, di colore blu.
Mashiro Nijigaoka (虹ヶ丘 ましろ?, Nijigaoka Mashiro) / Cure Prism (キュアプリズム?, Kyua Purizumu)
Doppiata da: Ai Kakuma (ed. giapponese)
Nata il 16 luglio, frequenta la seconda media a Sorashido. Gentile e premurosa, ha conoscenze sulla cucina ma sa molte cose anche sul mondo naturale. Nonostante possa dimostrarsi indecisa e discreta i suoi amici riconoscono che la sua vera forza sta nella sua gentilezza. Nel corso della serie, con il supporto dei suoi amici, comincerà a maturare il sogno di diventare un'illustratrice e scrittrice di libri per bambini. Vive con la nonna Yoyo poiché i suoi genitori lavorano all'estero e, date le origini della nonna, Mashiro è in parte una discendente degli abitanti del regno di Sky Land. Il suo soprannome è "Mashiron" (ましろん?, Mashiron). Si trasforma in Cure Prism, la Pretty Cure della Luce, di colore bianco.
Tsubasa Yuunagi (夕凪 ツバサ?, Yūnagi Tsubasa) / Cure Wing (キュアウィング?, Kyua Uingu)
Doppiato da: Ayumu Murase (ed. giapponese)
Nato il 21 maggio, ha 12 anni ed è originario di Sky Land, facente parte della Tribù dei Puni Bird. Inizialmente è un piccolo uccellino arancione che si aggira nelle vicinanze della casa di Mashiro e, come tutti gli uccelli della sua specie, poiché ha la capacità di trasformarsi in un ragazzo umano non sa volare. Da piccolo venne salvato dal padre durante una caduta poiché quest'ultimo iniziò misteriosamente a librarsi in volo, suscitando grande ammirazione in Tsubasa che trasformò il volo nel suo più grande sogno, venendo successivamente deriso dai suoi simili. Un anno prima dagli avvenimenti della serie, durante una prova di volo, è precipitato a Sorashido a causa di un varco spazio-temporale verificatosi durante una tempesta ed è stato soccorso dalla nonna di Mashiro. Da allora vive ospite nella casa di Yoyo e studia la tecnologia aeronautica umana per poter avverare il suo sogno. Ha molto a cuore Ellee e inizialmente non era ben visto da Sora, che temeva Tsubasa fosse un nemico, ma presto realizzerà che i due hanno sogni molto simili, divenendo buoni amici. Una volta diventato Pretty Cure comincerà a maturare il desiderio di diventare il cavaliere di Ellee per poterla proteggere. Ageha lo chiama giocosamente spesso "Ragazzino" (しょうねん?, Shounen). Si trasforma in Cure Wing, la Pretty Cure delle Ali, di colore arancione, in grado di volare e la prima di sesso maschile a far parte ufficialmente del franchise.
Ageha Hijiri (聖 あげは?, Hijiri Ageha) / Cure Butterfly (キュアバタフライ?, Kyua Batafurai)
Doppiata da: Ayaka Nanase (ed. giapponese)
Nata l'8 agosto, ha 18 anni. Originaria di Sorashido, frequenta un corso post diploma per diventare un'insegnante d'asilo ed è un'amica d'infanzia di Mashiro, dalla quale si è dovuta separare dopo essersi trasferita in un'altra città da bambina al seguito della madre. Ha una personalità giocosa, ma è anche molto assertiva, e il suo sogno è quello di diventare la maestra d'asilo più forte del mondo. Possiede una patente di guida e un SUV simile ad un Hummer H2 che ha ribattezzato "Piyo-chan". I suoi genitori sono divorziati e ha due sorelle maggiori, Maria e Kaguya, entrambe impiegate nel campo della moda. Anche Ageha, per alcuni anni, ha cercato di seguire la strada delle sorelle come modella, ma ha deciso eventualmente di diventare un'insegnante come la maestra che si prese cura di lei durante il divorzio dei suoi genitori. Inizialmente è una delle poche persone ad essere a conoscenza dell'identità segreta di Sora, Mashiro e Tsubasa come Pretty Cure e, una volta diventata anche lei una guerriera, si stabilisce a casa di Mashiro assieme agli altri. Oltre allo studio per diventare insegnante, lavora anche part-time per il negozio di cosmetici e cancelleria Pretty Holic. La frase che ripete spesso è "In alto con l'entusiasmo!" (「アゲてくよ！」?, "Agetekuyo!"). Si trasforma in Cure Butterfly, la Pretty Cure delle Farfalle, di colore rosa, e la prima in età adulta a far parte ufficialmente del franchise.
Ellee (エルちゃん?, Eru-chan) / Princess Ellee (プリンセス・エル?, Purinsesu Eru) / Cure Majesty (キュアマジェスティ?, Kyua Majesuti)
Doppiata da: Aoi Koga (ed. giapponese)
Nata il 12 marzo, è la neonata principessa di Sky Land e all'inizio della serie compie un anno. Dopo un tentato rapimento, arriva sulla Terra a Sorashido con Sora. Possiede il misterioso potere di creare le Sky Tone, le quali danno la possibilità alle Pretty Cure di trasformarsi, e la capacità di poter comunicare con gli animali. In seguito si scoprirà essere la cosiddetta "Figlia del Destino" nata dalla prima stella splendente del mattino, ovvero la bambina destinata a salvare Sky Land dalla rovina in un prossimo futuro. Dopo essere stata rapita da Skearhead per conto dell'Imperatrice Underg, decide di sprigionare il suo potere per aiutare le Pretty Cure in difficoltà, trasformandosi anch'essa in una guerriera. Verso la fine della serie ottiene dall'antica principessa Elleelain il potere di potersi trasformare in una ragazza anche se, quando le viene fame, ritorna subito una neonata. Dice spesso "eruu~" (「えるぅ～」?, "eruu~"). Si trasforma in Cure Majesty, la Pretty Cure mistica, di colore viola.

### Impero Underg
Kaiserin Underg (カイゼリン・アンダーグ?, Kaizerin Andāgu)
Doppiata da: Takako Honda / Maaya Uchida (da ragazza) (ed. giapponese)
È l'imperatrice che comanda l'Impero Underg e che si presenta ai suoi sottoposti sotto forma di uno spettro nero. Il suo obiettivo è quello di rapire Ellee per vendicarsi dell'antica principessa di Sky Land Elleelain. Trecento anni prima, quando era giovane, era una ragazza gentile, e temeva che la guerra del padre contro Sky Land avrebbe portato solo al dolore da entrambe le parti. Dopo aver cercato di convincere sia Elleelain che Kaiser a stipulare una pace, venne sorpresa dalla trappola del padre, che attaccò Sky Land di sorpresa; proprio durante i combattimenti, nel tentativo di proteggere il padre, fu colpita gravemente da Cure Noble ma la sua ferita venne rimarginata grazie al potere dell'Energia Underg e Elleelain sancì la fine della guerra. A seguito della manipolazione di Skearhead della sua memoria, Kaiserin ricorda che a Sky Land si diffusero voci su un probabile attacco a sorpresa dell'Impero Underg e per questo, di sorpresa, Elleelain attaccò brutalmente Kaiser, mentre Kaiserin fu portata in salvo dal tutore. Per vendicarsi, cercherà di attaccare da sola Sky Land e la barriera che la protegge infondendosi dell'Energia Underg ma, grazie alle Pretty Cure, il suo cuore verrà purificato. Successivamente verrà tradita proprio da Skearhead che, creduto morto, tornerà per dimostrare la forza dell'Energia Underg colpendola gravemente. La sua ferita verrà rimarginata completamente dal potere di Cure Prism e, sottraendosi un'ultima volta alle tentazioni di Daijarg, deciderà di sostenere le Pretty Cure nella battaglia finale.
Kaiser Underg (カイザー・アンダーグ?, Kaizer Andāgu)
Doppiato da: Taketora (ed. giapponese)
Fu l'antico imperatore dell'Impero Underg che trecento anni prima degli avvenimenti della serie attaccò il regno di Sky Land poiché temeva che questo potesse un giorno assoggettare il suo impero. È il padre di Kaiserin e non sopporta i deboli. Durante un agguato a sorpresa fu tradito e ucciso da Skearhead che manipolò i ricordi di Kaiserin convincendola che la causa di morte del padre fu dovuta ad un attacco di Elleelain.
Skearhead (スキアヘッド?, Sukiaheddo) / Darkhead (ダークヘッド?, Dākuheddo) / Daijarg (ダイジャーグ?, Daijāgu)
Doppiato da: Mitsuru Miyamoto (ed. giapponese)
È il fedele e diligente tutore dell'imperatrice Underg. È un uomo dalla testa calva, con delle corna, e dalla pelle violacea. Tramite degli ordini diretti è capace di utilizzare la Underg Energy per materializzarsi rapidamente in diversi posti a suo piacimento e a schivare gli attacchi delle Pretty Cure. È il primo a riuscire nell'impresa di condurre Ellee nell'Impero Underg, ma verrà sorpreso dalla trasformazione della piccola in Cure Majesty. Durante il suo tentativo di distruggere Sky Land per proteggere Kaiserin verrà colpito gravemente dal suo stesso potere dopo aver cercato di uccidere Cure Sky e Cure Majesty. Rifiutando le cure delle Pretty Cure e dimostrando a Kaiserin la sua fedeltà e forza deciderà infine di lasciarsi morire, ma tornerà all'improvviso dopo il tentato attacco di Kaiserin contro Sky Land. In realtà Skearhead è l'incarnazione dell'Energia Underg, denominato Darkhead. La sua forma finale, simile ad un enorme serpente, prende il nome di Daijarg. Dopo aver cercato di attaccare Sorashido verrà infine purificato dalle Pretty Cure.
Kabaton (カバトン?, Kabaton)
Doppiato da: Yasuhiro Mamiya (ed. giapponese)
È uno degli scagnozzi dell'Impero Underg, dalle sembianze di un maiale viola antropomorfo, ossessionato dal cibo e dalla forza fisica. È anche colui che per primo cercherà di rapire la principessa Ellee. Dopo numerose sconfitte, sfida Sora in un combattimento corpo a corpo infondendosi della Underg Energy. Viene successivamente purificato da Cure Sky che lo salverà anche dalla punizione del capo nemico, finendo per diventare un comune cittadino di Sorashido. In seguito si scoprirà essere diventato un venditore di patate arroste, vicino di appartamento di Battamonda.
Battamonda (バッタモンダー?, Battamondā)
Doppiato da: KENN (ed. giapponese)
È un ragazzo dalle pelle violacea facente parte degli scagnozzi dell'Impero Underg, sulla fronte ha due antenne, simili a quelle di una locusta. Non si cura dei deboli, lasciando che siano i Ranborg ad attaccarli sotto il suo comando, e per questo crede di essere gentile. Nonostante cerchi di mantenere un comportamento disinvolto, perde facilmente la pazienza e si fa prendere dalla rabbia dopo una sconfitta. Dopo essere stato battuto dalle Pretty Cure si è rifugiato a Sorashido, dove lavora part-time per una società di riparazioni stradali e per un chiosco con il falso nome di "Monda". Viene considerato un debole codardo e ostinato da Skearhead, e per questo non lo considera utile a prestare servizio all'imperatrice Underg. Dopo aver tentato di abbattere Mashiro rovinando i suoi disegni e rubandole la Mirage Pen, cerca di riscattarsi nei confronti dell'Impero Underg ingerendo l'energia oscura e tramutandosi in un mostro assetato di vendetta per dimostrare il suo valore. Grazie alle parole di Mashiro, però, si ribellerà a Skearhead e il suo cuore verrà purificato da Cure Prism e dall'attacco di gruppo.
Minoton (ミノトン?, Minoton)
Doppiato da: Keikō Sakai (ed. giapponese)
È uno degli scagnozzi dell'Impero Underg, dalle sembianze di un minotauro con indosso del trucco e degli abiti in stile kabuki. Ha un carattere determinato e ama combattere lealmente come un vero guerriero. Allena costantemente il suo fisico e non sopporta i pigri come Kabaton. Dopo essere stato infuso più e più volte della Underg Energy da Skearhead, diventando un gigantesco mostro assetato di vendetta contro le Pretty Cure, viene purificato grazie all'attacco di gruppo, riappacificandosi con le guerriere e riconoscendo il loro valore. Frequenta la palestra di Sorashido, dove è conosciuto per i suoi intensi allenamenti con il nome di "Mino".
Ranborg (ランボーグ?, Ranbōgu)
Doppiato da: Kōichi Sōma (ed. giapponese)
È il mostro evocato dai nemici trasformando un oggetto tramite la Underg Energy proveniente dal sottosuolo. Il colore della cresta che presentano sulla testa cambia in base a chi li evoca: viola per Kabaton, verde per Battamonda e grigia per Minoton.
Kyoborg (キョーボーグ?, Kyōbōgu)
Doppiato da: Kōichi Sōma (ed. giapponese)
È il mostro evocato dai nemici trasformando due oggetti insieme tramite la Underg Energy proveniente dal sottosuolo. Rispetto ai Ranborg sono molto più potenti. Sulla testa presentano una cresta rossa.

### Sky Land
Princess Elleelain (プリンセス・エルレイン?, Purinsesu Erurein) / Cure Noble (キュアノーブル?, Kyua Nōburu)
Doppiata da: Umeka Shōji (ed. giapponese)
Fu l'antica principessa di Sky Land che cercò di difendere il regno dall'attacco dell'Impero Underg trecento anni prima gli avvenimenti della serie. Fu una ragazza gentile e premurosa, che ebbe molto a cuore il suo popolo. Nonostante la più recente leggenda di Sky Land dica che Elleelain evocò tramite una preghiera una leggendaria Pretty Cure che venisse in soccorso di Sky Land presa d'attacco dai nemici, fu lei stessa in realtà a trasformarsi in Cure Noble. Verso la fine della serie si scopre essere colei che dalla prima stella del mattino sorvegliava Sky Land dall'alto: molti secoli prima, ormai anziana, decise infatti di creare con tutto il suo potere il Majestic Chroniclon, facendo nascere di conseguenza la stella sulla quale visse per anni accumulando il suo potere. Sentendo una nuova minaccia provenire dall'Impero Underg decise di utilizzare tutti i suoi poteri rimasti per dare alla luce Ellee e, infine, poterle dare un corpo da ragazza, dissolvendosi e lasciando il destino di Sky Land nelle mani delle Pretty Cure.
Re (国王?, Kokuō)
Doppiato da: Kazuya Ichijō (ed. giapponese)
È il re di Sky Land e il padre adottivo di Ellee, verso la quale è molto apprensivo. Per via di una maledizione inflittagli da Battamonda precipiterà con la moglie in un sonno profondo ma verrà presto risvegliato dalla Kira-Kira Energy raccolta dalle Pretty Cure.
Regina (王妃?, Ōhi)
Doppiata da: Konami Yoshida (ed. giapponese)
È la regina di Sky Land e la madre adottiva di Ellee, dalla personalità più rilassata rispetto a quella del marito. Per via di una maledizione inflittale da Battamonda precipiterà con il marito in un sonno profondo ma verrà presto risvegliata dalla Kira-Kira Energy raccolta dalle Pretty Cure.
Capitano Shalala (シャララ隊長?, Sharara Taichō)
Doppiata da: Mitsuki Saiga (ed. giapponese)
È l'eroe misterioso che ha salvato Sora da piccola e capitano della Squadra di Scorta Blu (青の護衛隊?, Ao no Goei Tai) del regno di Sky Land. È considerata la più abile spadaccina del mondo e apprezza molto le doti di Sora. Dopo aver cercato di aiutare Cure Sky e Cure Prism nel combattere un Ranborg gigante scomparirà improvvisamente dopo essere stata colpita da quest'ultimo. In seguito si scoprirà essere stata infusa nella Underg Energy e trasformata in Ranborg da Battamonda poiché ritrovata in fin di vita dopo il combattimento, usandola a suo favore per cercare di scoraggiare Sora nel combattere, ma verrà presto salvata e curata dalle Pretty Cure.
Vice Capitano Ariri (アリリ副隊長?, Ariri Fukutaichō)
Doppiato da: Takayuki Sakazume (ed. giapponese)
È il vice capitano della Squadra di Scorta Blu.
Beryberie (ベリィベリー?, Berīberī)
Doppiata da: Satsumi Matsuda (ed. giapponese)
È una componente della Squadra di Scorta Blu che inizialmente dubita delle capacità di Sora ritenendola troppo giovane e debole per poter unirsi alle guardie del regno. In passato, infatti, cercò di entrare a far parte della squadra ma, ingiuriatasi ad un braccio, fallì ogni prova senza però mai arrendersi. Alla fine diventerà una buona amica e compagna di squadra di Sora.
Shido Harewataru (シド・ハレワタール?, Shido Harewatāru)
Doppiato da: Yasumichi Kushida (ep. 15) / Takanori Hoshino (ed. giapponese)
È il padre di Sora.
Remi Harewataru (レミ・ハレワタール?, Remi Harewatāru)
Doppiata da: Yukiko Aruga (ed. giapponese)
È la madre di Sora.
Red Harewataru (レッド・ハレワタール?, Reddo Harewatāru)
Doppiato da: Natsumi Fujiwara (ed. giapponese)
È il fratello minore di Sora.
Kakeru (カケル?, Kakeru)
Doppiato da: Katsumi Toriumi (ed. giapponese)
È il padre di Tsubasa, fa parte della Tribù dei Puni Bird e fa il pittore di professione. Anni prima aveva salvato il figlio da una caduta iniziando misteriosamente a volare.
Puwa (プワ?, Puwa)
Doppiata da: Satomi Satō (ed. giapponese)
È la madre di Tsubasa e, come il marito, fa parte della Tribù dei Puni Bird.
Tasan (ターサン?, Tāsan)
Doppiato da: Akimitsu Takase (ed. giapponese)
È un uccello dal piumaggio rosso e bianco che durante il giorno di Slichmas (スリクマス?, Surikumasu), corrispondente al giorno di Natale terrestre, consegna i regali ai bambini di Sky Land. La sua esistenza è un segreto e vive su di un'isola sospesa con sua moglie, che lo aiuta tutto l'anno a costruire i giocattoli da regalare. Viene aiutato dalle Pretty Cure quando viene risucchiato in un tornado e le sue strenne vengono rovinate. Il suo nome è un anagramma del nome "Santa", ovvero l'abbreviazione per "Babbo Natale".

### Altri personaggi
Yoyo Nijigaoka (虹ヶ丘 ヨヨ?, Nijigaoka Yoyo)
Doppiata da: Tomoko Shiota (ed. giapponese)
È la nonna di Mashiro, con cui vive. Ospitale e premurosa, conosce molto bene il regno di Sky Land, del quale era un'abitante e rinomata studentessa, e sembra sapere molte cose sui poteri di Ellee e delle Pretty Cure, credendo che l'incontro tra Sora e Mashiro sia stato scritto nel destino.
Mahiru Nijigaoka (虹ヶ丘 まひる?, Nijigaoka Mahiru)
Doppiata da: Yuka Keichō (ed. giapponese)
È la madre di Mashiro.
Akira Nijigaoka (虹ヶ丘 あきら?, Nijigaoka Akira)
Doppiato da: Daisuke Takahashi (ed. giapponese)
È il padre di Mashiro.
Maria Saotome (早乙女 まりあ?, Saotome Maria)
Doppiata da: Yui Makino (ed. giapponese)
È una delle due sorelle maggiori di Ageha. Lavora come modella e ha riscosso molta fama per aver interpretato il ruolo della protagonista in molti dorama. Assieme a Kaguya si è separata da Ageha quando i loro genitori sono divorziati, andando a vivere con il padre e assumendone il cognome.
Kaguya Saotome (早乙女 かぐや?, Saotome Kaguya)
Doppiata da: Chiharu (ed. giapponese)
È una delle due sorelle maggiori di Ageha. Anche lei lavora nel campo della moda come modella e stilista. Possiede un suo marchio di abiti e accessori, "KAGUYA". Assieme a Maria si è separata da Ageha quando i loro genitori sono divorziati, andando a vivere con il padre e assumendone il cognome.
Tsumugi Nakata (仲田 つむぎ?, Nakata Tsumugi), Rui Yoshii (吉井 るい?, Yoshii Rui) & Asahi Karuizawa (軽井沢 あさひ?, Karuizawa Asahi)
Doppiati da: Haruka Shamoto, Ai Ishikawa e Shotaro Uzawa (ed. giapponese)
Sono alcuni compagni di classe di Sora e Mashiro.
Tamaki Shinomiya (四宮 たまき?, Shinomiya Tamaki)
Doppiata da: Sara Matsumoto (ed. giapponese)
È una campagna di scuola di Sora e Mashiro, lanciatrice e asso della squadra di baseball femminile scolastica. Dopo essersi infortunata ad un gomito chiederà a Sora di sostituirla durante gli allenamenti in vista di una partita.
Kaname Ougi (扇 かなめ?, Ougi Kaname)
Doppiata da: Yuka Nishigaki (ed. giapponese)
È una campagna di scuola di Sora e Mashiro, ricevitrice e capo della squadra di baseball femminile scolastica. È all'ultimo anno di scuola media.
Osamu Zokibayashi (雑木林 おさむ?, Zōkibayashi Osamu)
Doppiato da: Hironori Kondo (ed. giapponese)
È un insegnante di Sora e Mashiro.
Midori Miyata (宮田 緑?, Miyata Midori)
Doppiato da: Kyōko Yamaguchi (ed. giapponese)
È un'anziana donna che Sora e gli altri incontrano in un negozio in cerca di un paio di scarpe nuove per la sua piccola nipote, da regalarle come omaggio in occasione dei suoi primi passi e per il trasferimento della sua famiglia in Inghilterra.
Ryota Miyata (宮田 亮太?, Miyata Ryōta)
Doppiato da: Kenta Ōkuma (ed. giapponese)
È il figlio di Midori.
Rena (れな?, Rena), Yuuki (ゆうき?, Yuuki) & Ryou (りょう?, Ryou)
Doppiati da: Haruka Shamoto, Aya Kawakami e Yukako Kiuchi (ed. giapponese)
Sono alcuni bambini che frequentano l'asilo dove insegna Ageha.
Takeru Osanai (長内 たける?, Osanai Takeru)
Doppiato da: Yuki Kodaira (ed. giapponese)
È un bambino che frequenta la scuola materna dove insegna Ageha. È un grande fan di Cure Wing e Cure Butterfly. Conosce l'identità di Ageha come Pretty Cure ma ha promesso con lei di mantenerla un segreto dagli altri bambini. Ammira molto Ageha e desidera diventare forte come lei.
Nonna di Takeru (たけるの祖母?, Takeru no sobo)
Doppiata da: Eiko Hanawa (ed. giapponese)
È un'anziana signora, ex-maestra d'asilo. Si prese cura di Ageha durante il triste periodo di divorzio dei suoi genitori e la ispirò a diventare un'insegnante come lei.
Natsumi (菜摘?, Natsumi)
Doppiata da: Rie Suegara (ed. giapponese)
È una studentessa d'arte che lavora part-time con Ageha presso il negozio Pretty Holic.
Shōko Amano (天野 翔子?, Amano Shōko)
Doppiata da: Takako Tanaka (ed. giapponese)
È una bambina che Sora e gli altri incontrano all'aeroporto Momozora. È una grande appassionata di aeroplani e ammira molto sua madre, che è una pilota.
Padre di Shōko (翔子の父?, Shōko no chichi) & Madre di Shōko (翔子の母?, Shōko no okā)
Doppiati da: Go Shinomiya (padre) e Ai Ishikawa (madre) (ed. giapponese)
Sono i genitori di Shōko. La madre è una pilota di volo per la compagnia aerea giapponese Peach.
Pinkton (ピンクットン?, Pinkutton)
Doppiati da: Megumi Urawa (ed. giapponese)
Sono dei folletti simili a dei maialini rosa che vivono all'interno del Mirror Pad. Finiscono le loro frasi con l'intercalare "~ton" (「～トン」?).
Manager Kako (加古マネージャー?, Kako Manējā)
Doppiato da: Shinji Kawada (ed. giapponese)
È il manager di Maria e Kaguya. È un uomo che si fa prendere facilmente dall'entusiasmo e che in passato ha reclutato Ageha come modella per un breve periodo. Preferisce essere chiamato amichevolmente "Kakko" (カッコ?).
Marron (マロン?, Maron)
Doppiato da: Kurumi Mamiya (ed. giapponese)
È un pupazzo a forma di gattino marrone che Sora incontra in una villa abbandonata. Dopo averla inseguita, Marron le racconta di essere stato abbandonato da Riho, la bambina che del tempo prima abitava nella villa, e Sora si adopererà per ritrovarla, nonostante Marron pensi si sia dimenticata di lui.
Riho (りほ?, Riho)
Doppiata da: Noriko Shitaya (ed. giapponese)
È una bambina, affettuosa proprietaria di Marron. Del tempo prima, durante un trasferimento, si era dimenticata di portare con sé il pupazzo, ritrovandolo con Sora e gli altri una volta tornata a Sorashido.
Nonnina Satsuko (さつこおばあちゃん?, Satsuko obaa-chan)
Doppiata da: Ai Satou (ed. giapponese)
È l'anziana signora amica di Yoyo che si prese cura di Mashiro e Ageha quando erano piccole. Possiede alcuni animali da cortile e delle capre.
Shiro (しろ?, Shiro)
È la capretta bianca e dagli occhi tondi di Satsuko. Quando erano bambine, Mashiro e Ageha solevano portarla a passeggio con loro.

## Oggetti magici
Sky Mirage (スカイミラージュ?, Sukai Mirāju)
È la bacchetta rosa utilizzata dalle Pretty Cure per trasformarsi o attaccare assieme ai loro corrispettivi Sky Tone. Sulla parte superiore presenta un globo trasparente in grando di illuminarsi di diversi colori durante la trasformazione. Quando le Pretty Cure non sono trasformate si presenta sotto forma di Mirage Pen (ミラージュペン?, Mirāju Pen), una penna a sfera dall'impugnatura rosa.
Mix Palette (ミックスパレット?, Mikkusu Paretto)
È la tavolozza a forma di ala dal bordo rosa utilizzata da Cure Butterfly per attaccare o potenziare le altre Pretty Cure. Presenta una base girevole dai contorni arcobaleno, sulla quale è possibile inserire una Sky Tone, e quattro pulsanti di colore rosso, giallo, blu e bianco. È provvista anche di un pennello dall'impugnatura rosa che consente a Cure Butterfly di azionare l'oggetto. È nata dalle Sky Tone W Flying evocate da Ellee quando Cure Butterfly e Cure Wing hanno unito i loro poteri.
Majesty Chroniclon (マジェスティクルニクルン?, Majesuti Kurunikurun)
È il libro leggendario multicolore utilizzato dalle Pretty Cure per l'attacco di gruppo. Per azionarlo viene utilizzata anche una penna verde. Viene ritrovato dalle Pretty Cure all'interno delle rovine emerse di Sky Land grazie all'aiuto di Ellee. Per azionarlo e aprirlo è necessario che ogni guerriera senta il proprio cuore come parte di uno soltanto.
Sky Tone (スカイトーン?, Sukai Tōn)
Sono degli oggetti simili a delle spille rotonde utilizzate dalle Pretty Cure per trasformarsi o attaccare quando vengono inserite nello Sky Mirage. Possono essere evocate da Ellee. Cinque di esse sono le Henshin Sky Tone (変身スカイトーン?, Henshin Sukai Tōn), mentre le Sky Tone W Shining (スカイトーンＷシャイニング?, Sukai Tōn Daburu Shainingu) permettono a Cure Sky e a Cure Prism di eseguire il loro attacco di gruppo. Successivamente appare anche la Sky Tone W Flying (スカイトーンＷフライング?, Sukai Tōn Daburu Furaingu) che consente a Cure Butterfly e Cure Wing di eseguire il loro attacco di gruppo assieme alla Mix Palette.
Mirror Pad (ミラーパッド?, Mirā Paddo)
È uno specchio utilizzato dalla nonna di Mashiro e dalle Pretty Cure. Grazie ai suoi poteri può mostrare le immagini dal vivo di diversi posti della Terra, mentre per comunicare con Sky Land ha bisogno dell'energia delle Sky Jewel. Dopo la maledizione inflitta ai sovrani di Sky Land, per poterli risvegliare dal loro sonno, verrà utilizzato dalle Pretty Cure per raccogliere la Kira-Kira Energy (キラキラエナジー?, Kira Kira Enajī), che viene rilasciata dopo la purificazione dei Ranborg.
Sky Jewel (スカイジュエル?, Sukai Jueru)
Sono delle pietre preziose vendute a Sky Land e reperibili anche sulla Terra che riescono a stabilire un collegamento tra i due mondi tramite il Mirror Pad. Per trovarle le Pretty Cure utilizzano la luce che viene emanata dalle loro Mirage Pen.

## Trasformazioni e attacchi

### Cure Sky
- Trasformazione: Sora inserisce la Sky Tone nello Sky Mirage e, diventata Cure Sky, si presenta al nemico.

- Sky Punch (スカイ・パンチ?, Sukai Panchi): è l'attacco di Cure Sky. La Pretty Cure unisce tutte le sue forze in un pugno che scaglia contro il nemico purificandolo. Viene eseguito per la prima volta nell'episodio 1.

- Daikaiten Pretty Cure Gaeshi (大回転プリキュア返し?, Daikaiten Purikyua Gaeshi): la guerriera afferra il missile che il nemico le ha lanciato e, dopo aver fatto dei giri su sé stessa, glielo rilancia.

- Aoshingō de Let's Go Punch (青信号でレッツゴーパンチ?, Aoshingō de Rettsu Gō Panchi): la Pretty Cure, presa la rincorsa, scaglia un pugno verso il nemico.

### Cure Prism
- Trasformazione: Mashiro inserisce la Sky Tone nello Sky Mirage e, diventata Cure Prism, si presenta al nemico.

- Prism Shot (プリズム・ショット?, Purizumu Shotto): è l'attacco di Cure Prism. La Pretty Cure unisce tutta la sua energia in una palla di luce che scaglia contro il nemico purificandolo. Viene eseguito per la prima volta nell'episodio 4.

- Prism Shine (プリズム・シャイン?, Purizumu Shain): la Pretty Cure crea dal terreno una palla di luce che riesce a purificare il cuore corrotto del nemico. Viene eseguito per la prima volta nell'episodio 43.

### Cure Wing
- Trasformazione: Tsubasa inserisce la Sky Tone nello Sky Mirage e, diventato Cure Wing, si presenta al nemico.

- Wing Attack (ウィング・アタック?, Uingu Atakku): è l'attacco di Cure Wing. La Pretty Cure prende il volo e si scaglia contro il nemico trapassandolo e purificandolo. Viene eseguito per la prima volta nell'episodio 9.

### Cure Butterfly
- Trasformazione: Ageha inserisce la Sky Tone nello Sky Mirage e, diventata Cure Butterfly, si presenta al nemico.

- Butterfly Press (バタフライ・プレス?, Batafurai Puresu): è l'attacco di Cure Butterfly. La Pretty Cure salta verso l'alto e si scaglia contro il nemico schiacciandolo e purificandolo tramite una pressa a forma di farfalla. Viene eseguito per la prima volta nell'episodio 18.

- Butterfly Kiss (バタフライ・キッス?, Batafurai Kissu): la Pretty Cure manda un bacio al nemico che lo purifica.

- Potere della Mix Palette (ミックスパレットの力?, Mikkusu Paretto no chikara): sono una serie di potenziamenti che Cure Butterfly evoca tramite la Mix Palette e la Sky Tone W Flying. La Pretty Cure mischia due colori diversi che, a seconda della combinazione, donano una particolare abilità.
  - Potere dell'energia (元気の力?, Genki no chikara): mischia rosso e bianco, che infondono un'altra Pretty Cure di un'aura rosa che le dona più forza.
  - Potere della protezione (守りの力?, Mamori no chikara): mischia rosso e giallo, che infondono un'altra Pretty Cure di un'aura arancione che le dona protezione dai poteri e dagli attacchi nemici.
  - Potere della temperatura (温度の力?, Ondo no chikara): mischia bianco e blu, che infondono il nemico di un'aura azzurra che lo ghiaccia.
  - Potere della guarigione (癒しの力?, Iyashi no chikara): mischia giallo e blu, che infondono un'altra Pretty Cure di un'aura verde che la guarisce dai danni causati dai nemici.
  - Wonderful (ワンダホー?, Wandahō): mischia rosso e blu, che infondono un'altra Pretty Cure di un'aura viola che le permette di decorare il cielo.
  - Potere della velocità (速さの力?, Hayasa no chikara): mischia giallo e bianco, che infondono un'altra Pretty Cure di un'aura giallo chiara che le permette di agire più velocemente.

### Cure Majesty
- Trasformazione: Ellee inserisce la Sky Tone nello Sky Mirage e, diventata Cure Majesty, si presenta al nemico.

- Magic Hour's End (マジック・ハワーズ・エンド?, Majikku Hawāzu Endo): è l'attacco di Cure Majesty ereditato dal potere di Cure Noble. La Pretty Cure si scaglia contro il nemico e lo colpisce con una spada purificandolo. Viene eseguito per la prima volta nell'episodio 47.

- Majestic Veil (マジェスティック・ベール?, Majesutikku Bēru): la Pretty Cure innalza una barriera che protegge dall'attacco dei nemici.

### Cure Noble
- Trasformazione: è la frase con cui si presenta Elleelain dopo essersi trasformata in Cure Noble.

- Magic Hour's End (マジック・ハワーズ・エンド?, Majikku Hawāzu Endo): è l'attacco di Cure Noble. La Pretty Cure si scaglia contro il nemico e lo colpisce con una spada purificandolo.

### In gruppo
- Presentazione: è la frase di presentazione di gruppo delle Pretty Cure una volta conclusasi la trasformazione.

- Updraft Shining (アップドラフト・シャイニング?, Appudorafuto Shainingu): è l'attacco di gruppo di Cure Sky e Cure Prism utilizzando i loro Sky Mirage e le Sky Tone W Shining. Le due Pretty Cure invocano i loro poteri e, stringendosi mano nella mano, creano un cerchio sopra il nemico che lo innalza verso l'alto e lo purifica. Viene eseguito per la prima volta nell'episodio 5.

- Titanic Rainbow Attack (タイタニック・レインボー・アタック?, Taitanikku Reinbō Atakku): è l'attacco di Cure Butterfly e Cure Wing con la Mix Palette e la Sky Tone W Flying. Cure Butterfly impugna l'arma e il pennello e, mischiati i quattro colori insieme, fa cadere dall'alto un'onda arcobaleno che trasforma Cure Wing in una fenice infuocata. Cure Butterfly, allora, sopra di essa, la cosparge di potere e trasforma ancora Cure Wing in un enorme Puni Bird che schiaccia e purifica il nemico dall'alto cadendovi sopra. Viene eseguito per la prima volta nell'episodio 19.

- Majestic Halation (マジェスティック・ハレーション?, Majesutikku Harēshon): è l'attacco di gruppo delle Pretty Cure con il Majesty Chroniclon. Le guerriere, utilizzando la penna e il libro, evocano i loro poteri e disegnano nel cielo il loro emblema tramite delle scie colorate. Una volta riunitesi scagliano contro il nemico un raggio arcobaleno che lo purifica, mentre Cure Majesty chiude il libro. Viene eseguito per la prima volta nell'episodio 33.

- Daikaiten Pretty Cure Gaeshi (大回転プリキュア返し?, Daikaiten Purikyua Gaeshi): attacco di coppia eseguito da Cure Sky e Cure Majesty nell'episodio 50.

- Sekai Punch (世界パンチ?, Sekai Panchi)

## Luoghi
Sky Land (スカイランド?, Sukai Rando)
È il regno che fluttua nei cieli dal quale provengono Sora e Tsubasa. La neonata Ellee ne è la principessa. Una leggenda del luogo ormai dimenticata narra che in passato tutto il regno fosse stato vittima di un attacco nemico che lo fece sprofondare nell'oscurità totale ma, grazie alla preghiera dell'antica principessa, una leggendaria Pretty Cure arrivò in suo soccorso e vi riportò la pace e la luce.
Impero Underg (アンダーグ帝国?, Andāgu Teikoku)
È il luogo nel sottosuolo dove si nascondono i nemici. Trecento anni prima era entrato in guerra con Sky Land ma attualmente il loro obiettivo è quello di rapire la principessa Ellee tramite l'Underg Energy (アンダーグエナジー?, Andāgu Enajī), una fonte molto potente di energia oscura che fa nascere tutti gli abitanti dell'impero e i Ranborg. Coloro che ne fanno parte sono capitanati dall'imperatrice Underg, la quale è sempre pronta a sbarazzarsi di loro in caso di continue sconfitte.
Sorashido (ソラシド市?, Sorashido-shi)
È la città in cui arrivano Sora, Tsubasa e Ellee e in cui vive Mashiro.
Accademia privata di Sorashido (私立ソラシド学園?, Shiritsu Sorashido Gakuen)
È la scuola frequentata da Mashiro e, successivamente, anche da Sora.
Asilo di Sorashido (ソラシド保育園?, Sorashido Hoikuen)
È l'asilo dove lavora Ageha come stagista.
Pretty Holic
È il negozio di cosmetici e cancelleria frequentato da Mashiro. È già apparso in Tropical-Rouge! Pretty Cure e Delicious Party ♡ Pretty Cure.

## Episodi
A partire dall'episodio 3 poco prima della sigla di chiusura, sono presenti dei corti animati in CGI nei quali, a turno, le leader dei gruppi di Pretty Cure delle precedenti serie salutano il pubblico in occasione del ventesimo anniversario dall'inizio delle trasmissioni del franchise.

### Sigle
La sigla originale di apertura è composta da Izumi Mori con il testo di Kumiko Aoki, la prima di chiusura da Kouki Hamada con il testo di Sumiyo Mutsumi e la seconda di chiusura con il testo di Shōko Ōmori.
Sigla di apertura
- Hirogaru Sky! Precure ~Hero Girls~ (ひろがるスカイ！プリキュア ～Ｈｅｒｏ Ｇｉｒｌｓ～?), cantata da Ami Ishii

Sigla di chiusura
- Hirogarism (ヒロガリズム?), cantata da Ami Ishii e Chihaya Yoshitake (ep. 1-21)
- Dear Shine Sky, cantata da Chihaya Yoshitake (ep. 22-49)
- Hirogarism ~Precure Quintet Ver.~ (ヒロガリズム ～Ｐｒｅｃｕｒｅ Ｑｕｉｎｔｅｔ Ｖｅｒ．～?), cantata da Cure Sky (Akira Sekine), Cure Prism (Ai Kakuma), Cure Wing (Ayumu Murase), Cure Butterfly (Ayaka Nanase) e Cure Majesty (Aoi Koga) (ep. 50)

Del video della sigla di testa sono state realizzate cinque versioni: nella seconda viene aggiunto Tsubasa / Cure Wing in alcune scene e viene sostituito Kabaton con Battamonda, cambiando di conseguenza anche i Ranborg alle sue spalle; nella terza viene aggiunta anche Ageha / Cure Butterfly in alcune parti e viene sostituito Battamonda con Minoton e i suoi Ranborg; nella quarta viene inserita Cure Majesty in alcune scene e vengono sostituiti Minoton  e i suoi Ranborg con Skearhead e i Kyoborg; nella quinta, durante la scena in cui compaiono i nemici, vengono mostrati Darkhead, Cure Noble, Kaiser e Kaiserin Underg sia da giovane che da adulta. Anche del video della prima e della seconda sigla di chiusura sono state create più versioni, a seconda della Pretty Cure che compare quel giorno prima dei titoli di coda, nelle quali vengono mostrate alcune immagini della sua trasformazione all'interno del Mirror Pad in una delle scene. Oltre a questo, la seconda sigla di chiusura presenta un'ulteriore versione in cui viene inserita anche Cure Majesty in alcune parti. Una terza sigla di chiusura, usata solamente nell'ultimo episodio, ripercorre la storia attraverso un collage di disegni.
In occasione dell'uscita al cinema del trentaduesimo film del franchise, negli episodi 33-34 la sigla finale è Ureshikute (うれしくて?), cantata dagli Ikimonogakari, mentre negli episodi 35-36 è All for one Forever, cantata da Chihaya Yoshitake & Karin Isobe, Rie Kitagawa, Yuri Komagata, Machico, Kanako Miyamoto.

### Distribuzione
In Giappone la serie è stata raccolta in una collezione di 16 DVD sia da Marvelous che Happinet Media Marketing tra il 28 giugno 2023 e il 22 maggio 2024.
La serie è stata raccolta anche in quattro cofanetti Blu-ray, pubblicati da Marvelous Inc. e usciti tra il 27 settembre 2023 e il 22 maggio 2024.

### Rappresentazioni ed eventi
Il 21 ottobre 2023, al Pacific Convention Plaza di Yokohama, si è svolto l'Hirogaru Sky! Precure - LIVE 2023: Hero Girls Live ~Max! Splash! GoGo!~ (ひろがるスカイ！プリキュアＬＩＶＥ２０２３ Ｈｅｒｏ Ｇｉｒｌｓ Ｌｉｖｅ～Ｍａｘ！Ｓｐｌａｓｈ！ＧｏＧｏ！～?, Hirogaru Sukai! Purikyua LIVE 2023 Hero Girls Live ~Max! Splash! GoGo!~), un concerto di brani e character song della serie, tenuto dalle doppiatrici delle protagoniste e le interpreti delle sigle di apertura e di chiusura. L'evento è stato reso disponibile anche in diretta streaming su "uP!!!" e "Telasa". Il DVD e il Blu-ray dell'evento sono usciti il 16 febbraio seguente.
Terminata la messa in onda degli episodi televisivi, il 17-18 febbraio 2024 al Tokyo Dome City Hall si è tenuto l'Hirogaru Sky! Precure: Kansha-sai (ひろがるスカイ！プリキュア 感謝祭?), uno spettacolo che viene celebrato come ringraziamento di fine serie. All'evento, disponibile anche in diretta streaming su "Pia Live Stream", hanno partecipato il cast e gli interpreti delle sigle e sono stati ospitati quelli della serie successiva. Il DVD/Blu-ray è uscito il 28 giugno 2024.

## Film
| Titolo | Prima visione                |
| Titolo | Giapponese (cinematografica) |
| --- | ---------------------------- |
| Eiga Pretty Cure All Stars F (映画 プリキュアオールスターズＦ?, Eiga Purikyua Ōru Sutāzu F) | 15 settembre 2023            |
| Wonderful Pretty Cure! The Movie! - Dokidoki ♡ game no sekai de daibōken! (わんだふるぷりきゅあ！ ざ・むーびー！ ドキドキ♡ゲームの世界で大冒険！?, Wandafuru Purikyua! Za Mūbī! Dokidoki ♡ gēmu no sekai de daibōken!)  | 13 settembre 2024            |
| Eiga You and Idol Pretty Cure♪ - Omatase! Kimi ni todokeru KirakkiLive! (映画 キミとアイドルプリキュア♪ お待たせ！キミに届けるキラッキライブ！?, Eiga Kimi to Aidoru Purikyua♪ Omatase! Kimi ni todokeru KirakkiRaibu!) | 12 settembre 2025            |

## Manga
Il manga di Hirogaru Sky! Pretty Cure, disegnato da Futago Kamikita, è stato serializzato sulla rivista Nakayoshi di Kōdansha da marzo 2023 a febbraio 2024. Un tankōbon, contenente gli undici capitoli e una storia extra realizzata apposta, che include tutte le Pretty Cure delle serie passate, è stato pubblicato il 13 marzo 2024 in edizione regolare e speciale, quest'ultima accompagnata da un libretto contenente approfondimenti sulle 78 precedenti Pretty Cure in commemorazione del 20º anniversario del franchise.
| Nº    | Titolo italiano Giapponese 「Kanji」 - Rōmaji                                   | Data di prima pubblicazione                                                               | Data di prima pubblicazione |
| Nº    | Titolo italiano Giapponese 「Kanji」 - Rōmaji                                   | Giapponese                                                                                |                             |
| Unico | Hirogaru Sky! Precure 「ひろがるスカイ！プリキュア」 - Hirogaru Sukai! Purikyua | 13 marzo 2024 ISBN 978-4-06-531642-9 (ed. regolare) ISBN 978-4-06-534908-3 (ed. limitata) |                             |

### Altre pubblicazioni
Il 24 giugno 2024 la Gakken Publishing ha pubblicato in Giappone Hirogaru Sky! Precure: Official Complete Book (ひろがるスカイ！プリキュア オフィシャルコンプリートブック?, Hirogaru Sukai! Purikyua Ofisharu Konpurīto Bukku) con ISBN 978-4-05-802305-1, libro dedicato alla serie contenenti interviste ai produttori, allo staff degli episodi, alle doppiatrici con retroscena che raccontano la nascita di Hirogaru Sky! Pretty Cure.

## CD e videogiochi
Durante il corso della serie sono stati pubblicati diversi CD e raccolte, sia di brani musicali che di colonna sonora, da Marvelous. I videogiochi, invece, sono stati distribuiti da Bandai.
| Nº | Titolo CD | Numero tracce | Data uscita      |
| -- | --- | ------------- | ---------------- |
| 1  | Hirogaru Sky! Precure ~Hero Girls~ / Hirogarism (ひろがるスカイ！プリキュア ～Ｈｅｒｏ Ｇｉｒｌｓ～／ヒロガリズム?)                                                             | 4             | 22 marzo 2023    |
| 2  | Hirogaru Sky! Precure - Original Soundtrack 1: Precure Sound Mirage!! (ひろがるスカイ！プリキュア オリジナル・サウンドトラック１ プリキュア・サウンド・ミラージュ！！?)         | 41            | 31 maggio 2023   |
| 3  | Hirogaru Sky! Precure - Vocal Album ~FLY TOGETHER!!!!!~ (ひろがるスカイ！プリキュア ボーカルアルバム ～ＦＬＹ ＴＯＧＥＴＨＥＲ！！！！！～?)                                    | 15            | 19 luglio 2023   |
| 4  | Dear Shine Sky | 4             | 23 agosto 2023   |
| 5  | Precure Vocal Best BOX 2018-2023 (プリキュア ボーカルベストＢＯＸ ２０１８–２０２３?)                                                                                           | 95            | 29 novembre 2023 |
| 6  | Hirogaru Sky! Precure - Original Soundtrack 2: Precure Majestic Sound!! (ひろがるスカイ！プリキュア オリジナル・サウンドトラック２ プリキュア・マジェスティック・サウンド！！?) | 39            | 27 dicembre 2023 |
| 7  | Hirogaru Sky! Precure - Vocal Best: ~KIZUNA◇Diamond~ (ひろがるスカイ！プリキュア ボーカルベスト ～ＫＩＺＵＮＡ◇ダイアモンド～?)                                                 | 30            | 31 gennaio 2024  |

| Nº | Titolo videogioco                                                                                             | Piattaforma     | Data uscita    |
| -- | --- | --------------- | -------------- |
| 1  | Hirogaru Sky! Precure: Hirogaru! Puzzle Collection (ひろがるスカイ！プリキュア ひろがる！パズルコレクション?) | Nintendo Switch | 10 agosto 2023 |

## Trasmissioni e adattamenti nel mondo
Hirogaru Sky! Pretty Cure è stato trasmesso, oltre che in Giappone, anche in diversi Paesi in tutto il mondo.
| Stato            | Rete televisiva / piattaforma streaming | Data 1ª TV/streaming              |
| ---------------- | --------------------------------------- | --------------------------------- |
| America del Nord | Crunchyroll                             | 5 febbraio 2023 – 28 gennaio 2024 |
| America del Sud  | Crunchyroll                             | 5 febbraio 2023 – 28 gennaio 2024 |
| Australia        | Crunchyroll                             | 5 febbraio 2023 – 28 gennaio 2024 |
| Nuova Zelanda    | Crunchyroll                             | 5 febbraio 2023 – 28 gennaio 2024 |
| Sudafrica        | Crunchyroll                             | 5 febbraio 2023 – 28 gennaio 2024 |
| Hong Kong        | ViuTV                                   | 1º aprile 2023 – 9 marzo 2024     |
| Taiwan           | YOYO TV                                 | 29 aprile 2023 – 13 aprile 2024   |

In America del Nord, Australia, Nuova Zelanda, Sudafrica e America del Sud la serie è stata intitolata Soaring Sky! Pretty Cure e resa disponibile in streaming in versione sottotitolata in lingua locale, simultaneamente alla messa in onda giapponese.
L'adattamento adottato a Taiwan, in cinese, rende la parola Cure con il carattere 天使S (Tiānshǐ), che significa "Angelo", nei nomi delle protagoniste, e con i caratteri 開闊天空！光之美少女S (Kāikuò tiānkōng! Guāng zhīměi shàonǚ, lett. "Cielo aperto! Ragazze della Luce") il titolo della serie. Gli episodi, oltre ad essere doppiati, sono anche sottotitolati; le trasformazioni e gli attacchi sono tradotti. A Hong Kong, i nomi presentano gli stessi ideogrammi degli originali, ma cambia la pronuncia, sia le trasformazioni che gli attacchi sono tradotti.